# Северус Себохт
Северус Себохт (сир. ܣܘܪܘܣ ܣܝܒܘܟܬ), також Себукт з Нісібісу, — сирійський учений і єпископ, який народився в Нісібісі, Сирія у 575 році та помер у 667 році.

## Життя й діяльність
Незважаючи на те, що Северус Себохт був одним з провідних діячів Сирії в VII столітті, про його молодість відомо мало. Він викладав у теологічній школі в Нісібісі (на той час перської). 612 року пішов у відставку після доктринальної суперечки серед несторіанців в сирійській Церкві Сходу. Пізніше він став єпископом Сирійської православної церкви і ченцем у монастирі Квіннішрі на західному березі Євфрату. Цей монастир тоді був одним із центрів грецької освіти в Сирії.
Його учень Яків Едеський (пом. 708) — головний представник «християнського еллінізму».
Северус Себохт був вчителем філософії Арістотеля. 638 року він написав великий трактат про силогізми . Переклав з перської на сирійську коментарі Павла Перського до Арістотеля De interpretatione..
Найбільше відомий Северус Себохт своїми астрономічними працями, зокрема своїм «Трактатом про астролябію» (бл. 660 р.), в якому він посилається на втрачену працю Теона з Александрії. Його трактат з 25 розділів (два розділи не збереглися) містив докладні пояснення вимірювань руху небесних тіл, детально висвітлював конструкцію та використання астролябії.. Він також написав книгу (датовану 661 роком) про зоряні сузір'я, елементарну астрономію з характеристикою екліптики, кліматичних поясів Землі, тривалості дня тощо). Вона містить уривки з астрономічної поеми Арата із Сола «Явища», демонструє знайомство з «Підручними таблицями» Птоломея.
Близько 665 року Северус Себохт написав додаткові розділи до трактата у відповідь на запитання приїжджого клірика Василя Кіпрського. Ці розділи стосуються, серед іншого, дати народження Ісуса Христа, з'єднання планет і розрахунку дати Великодня.
Від Северуса Себохта походить найдавніша згадка про індійську десяткову систему на «Заході» (на захід від багатоконфесійної, включаючи християнську, Індії). Мабуть він був першим сирійцем, який згадав і хвалив індійську систему числення.
У VII столітті з цією системою познайомилися і араби. Однак арабські книги, в яких вона використовувалася, з'явилися лише в ІХ столітті.
Як приклад — трактат «Algoritmi de numero indorum» Аль-Хорезмі (близько 825 р.), відомий лише в латинському перекладі.